# Arjan Xhumba
Arjan Xhumba (ur. 9 lipca 1968 w Gjirokastrze) – albański piłkarz występujący na pozycji obrońcy.

## Kariera klubowa
Xhumba karierę rozpoczynał w 1987 roku w klubie Luftëtari Gjirokastra. W 1992 roku wyjechał do Grecji, by grać w tamtejszym drugoligowcu, PAS Janina. Na początku 1995 roku odszedł do innego drugoligowego zespołu, PAE Kalamata. Występował tam przez 2,5 roku. W 1997 roku przeszedł do pierwszoligowego Iraklisu Saloniki. Przez rok w jego barwach rozegrał 32 spotkania i zdobył 1 bramkę.
W 1998 roku Xhumba podpisał kontrakt z cypryjskim klubem Enosis Neon Paralimni, grającym w ekstraklasie. Spędził tam 1,5 roku. W styczniu 2000 roku wrócił do PAS Gianniny, nadal występującej w drugiej lidze. W tym samym roku awansował z nią do pierwszej ligi, ale po roku wrócił do drugiej. W 2002 roku ponownie awansował z zespołem do ekstraklasy, jednak po roku spadł z nim do drugiej ligi. W 2004 roku odszedł do Messiniakosu, także grającego w drugiej lidze. W 2005 roku zakończył tam karierę.

## Kariera reprezentacyjna
W reprezentacji Albanii Xhumba zadebiutował 15 listopada 1989 roku w przegranym 1:2 meczu eliminacji Mistrzostw Świata 1990 z Polską. W latach 1989–2003 w drużynie narodowej rozegrał 48 spotkań.